# Adalbero von Würzburg

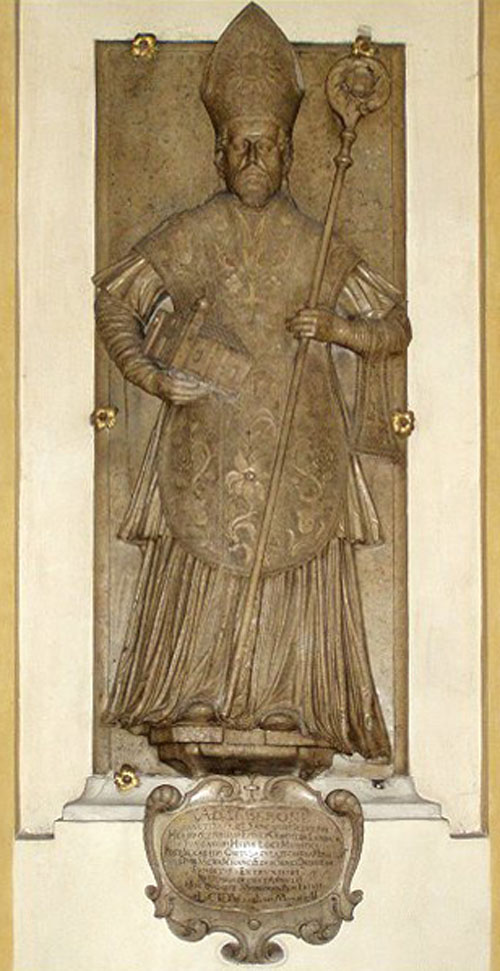
Deckplatte des Grabes des hl. Adalbero in der Stiftskirche des Stiftes Lambach

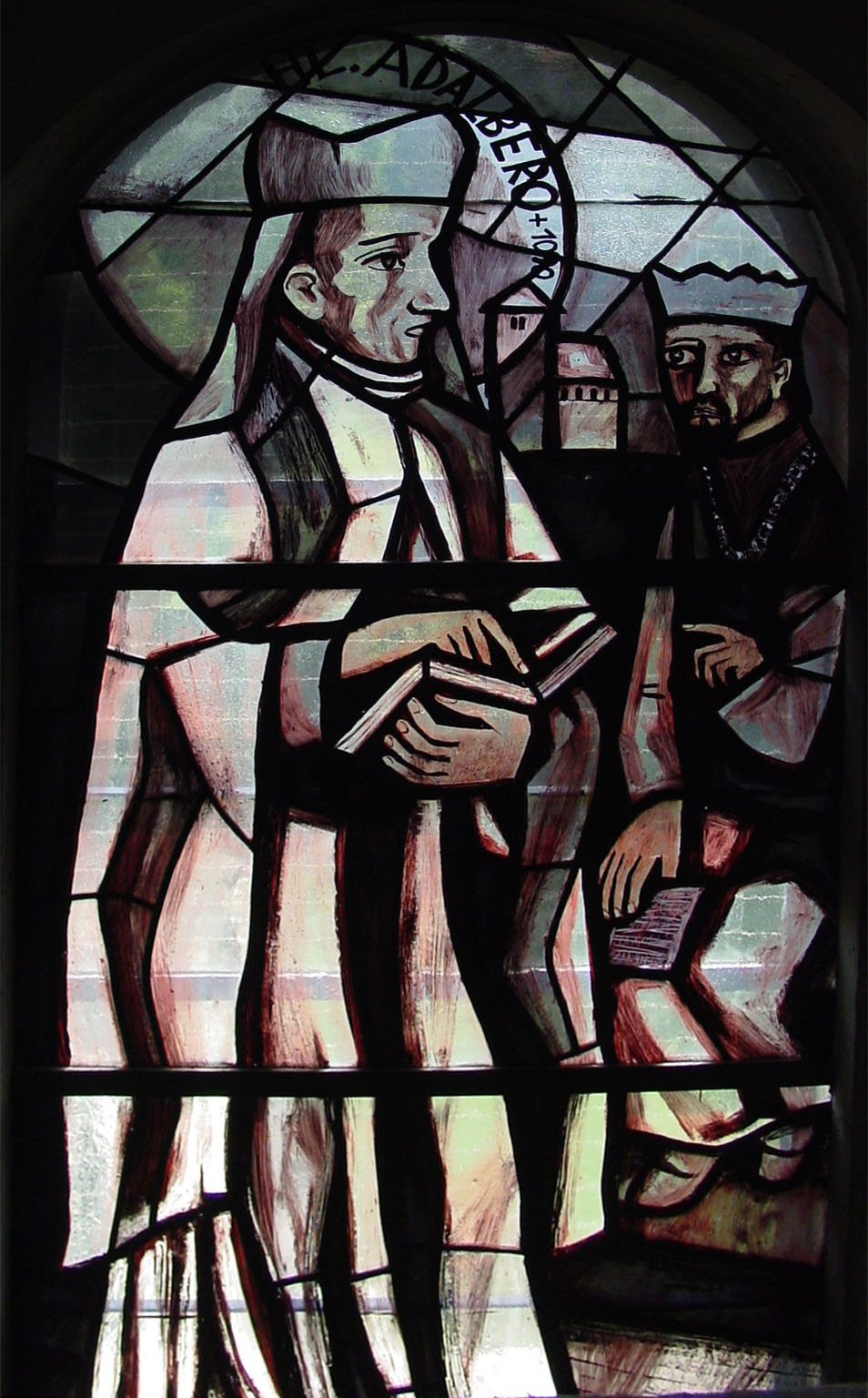
Kirchenfenster gestaltet von Martin Häusle in der Pfarrkirche Liesing

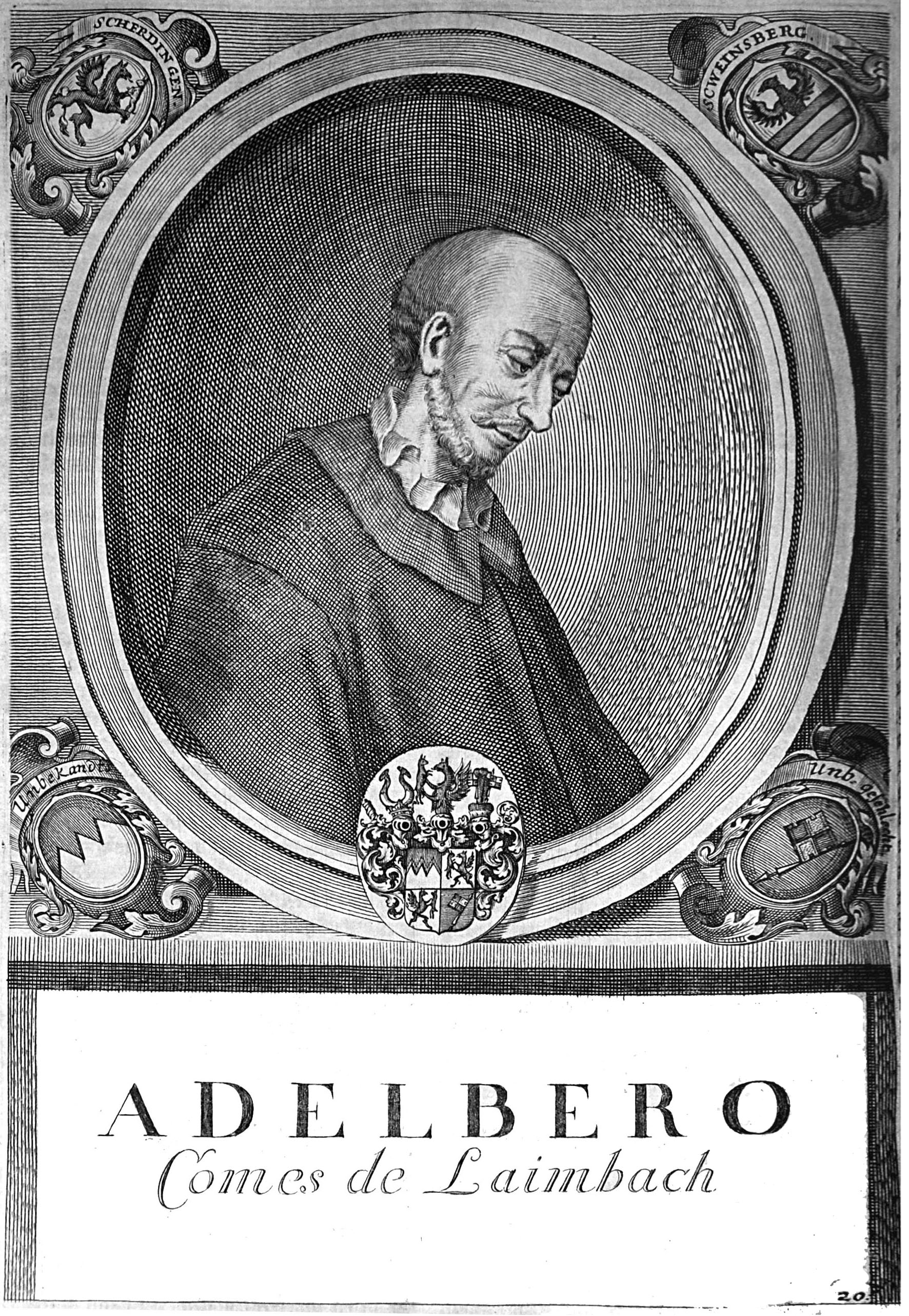
Kupferstich des hl. Adalbero, von Johann Salver

Der heilige Adalbero (* um 1010; † 6. Oktober 1090 in Lambach) war ab 1045 bis 1085 Bischof von Würzburg. Im Investiturstreit machte er sich als Gegner Heinrichs IV. einen Namen und starb deshalb fernab seines Bistums.

## Herkunft
Adalbero war der Sohn des Grafen Arnold II. von Lambach-Wels im heutigen Oberösterreich (aus der Familie der Grafen von Formbach) und der ostfränkischen Gräfin Reginlint. Er wurde um 1010 in Lambach an der Traun geboren. Nach seinen Studien in der Würzburger Domschule trat Adalbero in den Dienst von König Heinrich III. Dieser ernannte ihn 1045 zum Nachfolger des Heiligen Bruno auf dem Würzburger Bischofsstuhl.

## Adalbero als Bischof
Bischof Adalbero ließ den von Bruno begonnenen Dombau fortsetzen und ergriff 1057 die Initiative zur Errichtung der Neumünsterkirche (Kollegiatstift St. Johann zu Neumünster) (1058–1063) in unmittelbarer Nähe. Bahnbrechende Leistungen schreiben ihm die Forscher bei der Reform des kirchlichen Lebens zu. Mit den benediktinischen Reformern in Cluny, Gorze und Hirsau hatte er enge Kontakte. Aus Gorze holte er den Mönch Egbert, der als Erneuerer der Abtei Münsterschwarzach weit gespannte Wirksamkeit entfaltete. Egbert, auch Eggebertus/Ekkebert genannt, war auch bis zum 25. November 1077 Abt in der Benediktinerabtei Neustadt am Main. Bis Harsefeld bei Stade im Norden und Lambach und Melk im Süden breitete sich der Einfluss der Münsterschwarzacher Reformer aus. Ein solcherart reformiertes Benediktinerkloster gründete Adalbero auch auf der Stammburg seiner Familie in Lambach. 1057 besetzte Adalbero das von ihm in diesem Jahr errichtete Würzburger Kollegiatstift Sankt Peter, Paul und Stephan (kurz St. Stephan) mit Münsterschwarzacher Benediktinern.
Nach dem Tod Heinrichs III. intensivierte Adalbero sein Engagement auf Reichs- und Hoftagen sowie Synoden und profilierte sich als Ratgeber und Schlichter. 1066 traute er in Würzburg Heinrich IV. mit seiner Gemahlin Bertha von Susa. Gemeinsam mit anderen Fürsten vermittelte er 1075 den Frieden von Speyer.
Im Investiturstreit zwischen Papst Gregor VII. und König Heinrich IV. gehörte er auf der Reichsversammlung, die im Januar 1076 in Worms stattfand, letztendlich auch zu den Bischöfen, die Gregor VII. den Gehorsam aufkündigten, obwohl er Bedenken gegen dieses Vorgehen geäußert haben soll. Als die folgende Reichsversammlung im Mai 1076 in Worms stattfand, hatte er sich bereits in das Lager der Gegner des Königs begeben. Mit anderen Fürsten rief Adalbero daraufhin 1077 Herzog Rudolf von Rheinfelden zum neuen König aus. Doch die Würzburger Bürger waren König Heinrich treu geblieben und verhinderten Adalberos Rückkehr in die Stadt. Heinrich IV. setzte unmittelbar nach seiner Rückkehr vom Gang nach Canossa 1077 oder 1078 den Naumburger Bischof Eberhard als Administrator von Würzburg ein. Eberhard starb 1079 in der Nähe von Würzburg bei einem Sturz vom Pferd. Heinrich IV. ernannte später die Gegenbischöfe für Würzburg Meginhard II. und später Emehard. Vermittlungsangebote lehnte Adalbero ab: Man könne ihn zwar töten, nicht aber beugen, beteuerte er. Im Frühjahr 1085 wurde er von der Mainzer Synode für abgesetzt erklärt und musste in die Verbannung gehen. Vorher, im März 1084, wurde Gregor VII. auf der Synode in Rom, die Päpstliche Würde abgesprochen und er wurde exkommuniziert. (Er starb am 25. Mai 1085 in Salerno). 
1086 führte ihn Gegenkönig Hermann von Salm nach Würzburg zurück, von wo er aber bald erneut vertrieben wurde. Adalbero arbeitete, dem Papste treu, weiter, war Mitbegründer der Abtei Zwiefalten in Schwaben und engagierte sich in seinem Kloster in Lambach. Am 6. Oktober 1090 starb er in Lambach und wurde in der von seinem Jugendfreund Bischof Altmann von Passau 1089 geweihten Stiftskirche bestattet. Bald nach seinem Tod wurde er in seiner oberösterreichischen Heimat als Heiliger verehrt, in Münsterschwarzach ist seine Verehrung seit dem 17. Jahrhundert nachgewiesen.

## Trivia
1883 bestätigte Papst Leo XIII. Adalbero offiziell als Heiligen für die Weltkirche, der schon bald nach seinem Tod als solcher verehrt wurde. In der Würzburger Neumünsterkirche befindet sich ein 1948 von Josef Amberg gestalteter Glasschrein, der als Reliquie einen Oberschenkelknochen Adalberos enthält. Außerdem erinnert in Würzburg die neuromanische Kirche Adalberokirche an den Heiligen. In dieser ist auch eine Büste zu finden. Im Jahr 2010 wurde an verschiedenen Orten, besonders im Stift Lambach die Tausendjahrfeier seiner Geburt begangen.